# SFW (motorfiets)
SFW is een historisch merk van motorfietsen.
De bedrijfsnaam was: Schwäbische Fahrzeug-Werke GmbH, Wasseralfingen, Württemberg.
SFW nam in 1924 de bouw van de 2½ pk tweetakten van Nordstern over, maar sloot zelf in 1926 ook de poorten.